# Грб Руске државе (1918—1920)
Грб Руске државе био је један од главник званичних државних симбола обновљене Руске државе која је проглашена 23. септембра 1918. године у Уфи и трајала до 4. јануара 1920. године.
Сличан грб се користио и раније као мањи грб Руске Империје, а проглашењем нове државе, грб је прошао кроз корекције у боји и периферијама.

## Опис грба
Успостављањем нове Руске државе на Све-руском сабору у Уфи 23. септембра 1918. године, успостављени су и неки нови симболи за нову руску државу. Међутим, различите институције Руска држава су у овом периоду користиле неколико сличних верзија грба умјесто једног јединственог општеприхваћеног изгледа.
Да би се отклонио овај проблем, почетком 1919. године у Омску, одржано је такмичење у изгледу новог грба нове Русије. Истовремено је одржан и конкурс за нову националну химну.
Циљ је био да се покрене такмичење умјетника и љубитеља умјетности степских региона Русије. У складу са условима конкурса, од учесника се тражило да задрже двоглавог орла, као основу грба, али да се замјене периферије грба из „царске ере“ (круна, скиптар и кугла). На такмичењу се појавило 97 приједлога за нови грб, од којих је у коначници одабран овај.
Двоглави смеђи орао раширених крила на грудима носи стари грб Подмосковља (Свети Ђорђе убива аждаху), окружен мањим амблемима Оренбурга, Уфе, Чељабинска, Омск, Јекатеринбург и Перма. Орао у канџама држи мач, као симбол храбрости и оружане борбе и крст.
Грб је круницан равним крстом на коме се налази свевидјеће око и изнад крста се налази плава лента са натписом „Симъ побѣдиши“ (срп. С овим побјеђујеш)
Грб никад није званично одобрен, јер је требало да се то уради преко Народне скупштине, која је заказана да сазове на крају грађанског рата.